# Meteorologiåret 2015

## Händelser

### Januari
- 11 januari - Stormen Egon drar fram över Sverige.[1]

### Mars
- 24 mars - +17,5 grader uppmäts på Base Esperanza, Antarktis, vilket blir nytt värmerekord där. Det förra värmerekordet var 16 grader[2].

### Maj
- Värmebölja i Indien med över 2 500 döda.

### Juni
- Värmebölja i Pakistan med över 1 200 döda.

### Fotnoter
1. ↑  ”Stormen Egon orsakade stora störningar”. Arkiverad från originalet den 20 januari 2015. https://web.archive.org/web/20150120212723/http://www.krisinformation.se/web/Pages/NewsPage____75838.aspx. Läst 16 januari 2015.
2. ↑  ”Arkiverade kopian”. Arkiverad från originalet den 5 maj 2015. https://web.archive.org/web/20150505021012/http://www.smhi.se/klimatdata/manadens-vader-och-vatten/varlden/mars-2015-rekordvarmt-i-antarktis-cyklon-korsade-vanuatu-1.86678. Läst 4 maj 2015.